# Jimmy Simpson
James H. "Jimmy" Simpson, född 15 juni 1898, död 1981, var en engelsk motorcykelförare. Han var under slutet av 1920- och början av 1930-talet en av Europas främsta TT-förare.
Simpson, som 1922–1929 tävlade på AJS, övergick följande år till Norton, där han tillsammans med S. Woods, J.A. Guthrie och P. Hunt bildade Nortons under början av 1930-talet oslagbara lag. I Engelska TT, i vilket han första gången startade 1923, lyckades "Rotten Luck Jimmy", som han på grund av sin ständiga otur kallades, endast vinna en gång: i Lightweight-klassen på Rudge 1934. Bland Simpsons många segrar må främst nämnas Europas GP klass C 1926 och B 1927, 1933 och 1934, B-klasserna i Belgiens GP 1927, 1932 och 1934, Tysklands GP 1927 och 1934, Frankrikes GP 1932 och 1933, Hollands TT 1934, Schweiz GP 1927 och 1934 och Ulster GP 1934 samt C-klasserna i Frankrikes GP 1925 och Schweiz GP 1934. I Sveriges GP vann Simpson C-klassen 1930 och 1931 samt B-klassen 1933 (sistnämnda år Europas GP). Vid 1932 års tävling ledde han överlägset i C-klassen till näst sista varvet, då han blev stående med tom bränsletank.